# Dysaphis lappae
Dysaphis lappae är en insektsart som först beskrevs av Koch 1854.  Dysaphis lappae ingår i släktet Dysaphis och familjen långrörsbladlöss. Arten är reproducerande i Sverige.

## Underarter
Arten delas in i följande underarter:
- D. l. cynarae
- D. l. lappae
- D. l. cirsii